# Henryk Kostyra
Henryk Leszek Kostyra (ur. 10 listopada 1945 w Wolsztynie, zm. 1 stycznia 2017 w Olsztynie) – polski biolog i technolog żywności i żywienia, profesor Olsztyńskiej Szkoły Wyższej im. Józefa Rusieckiego, od 2006 roku rektor tej uczelni.

## Życiorys
Był absolwentem Wydziału Chemii Uniwersytetu im. Adana Mickiewicza w Poznaniu. Stopień naukowy doktora nauk technicznych uzyskał w 1977, habilitację uzyskał w 1985. W latach 1968–1984 był zatrudniony na Wydziale Technologii Żywności Akademii Rolniczo-Technicznej w Olsztynie. Był pracownikiem Instytutu Rozrodu Zwierząt i Badań Żywności PAN, członkiem prezydium Komitetu Nauk o Żywności PAN, a także członkiem Komitetu Biotechnologii PAN. Tytuł profesora uzyskał w 1994 roku. W 2004 roku objął po Henryku Mizerku funkcję prorektora Olsztyńskiej Szkoły Wyższej. Po śmierci Witolda Tulibackiego 25 stycznia 2006 roku został wybrany rektorem tej uczelni. Specjalizował się w technologii, chemii i biochemii żywności. Odznaczony był kolejno: Brązowym, Srebrnym i Złotym Krzyżem Zasługi, Krzyżem Kawalerskim Orderu Odrodzenia Polski, Medalem Komisji Edukacji Narodowej. Henryk Kostyra spoczął na cmentarzu przy ulicy Poprzecznej w Olsztynie.